# Blue Corner

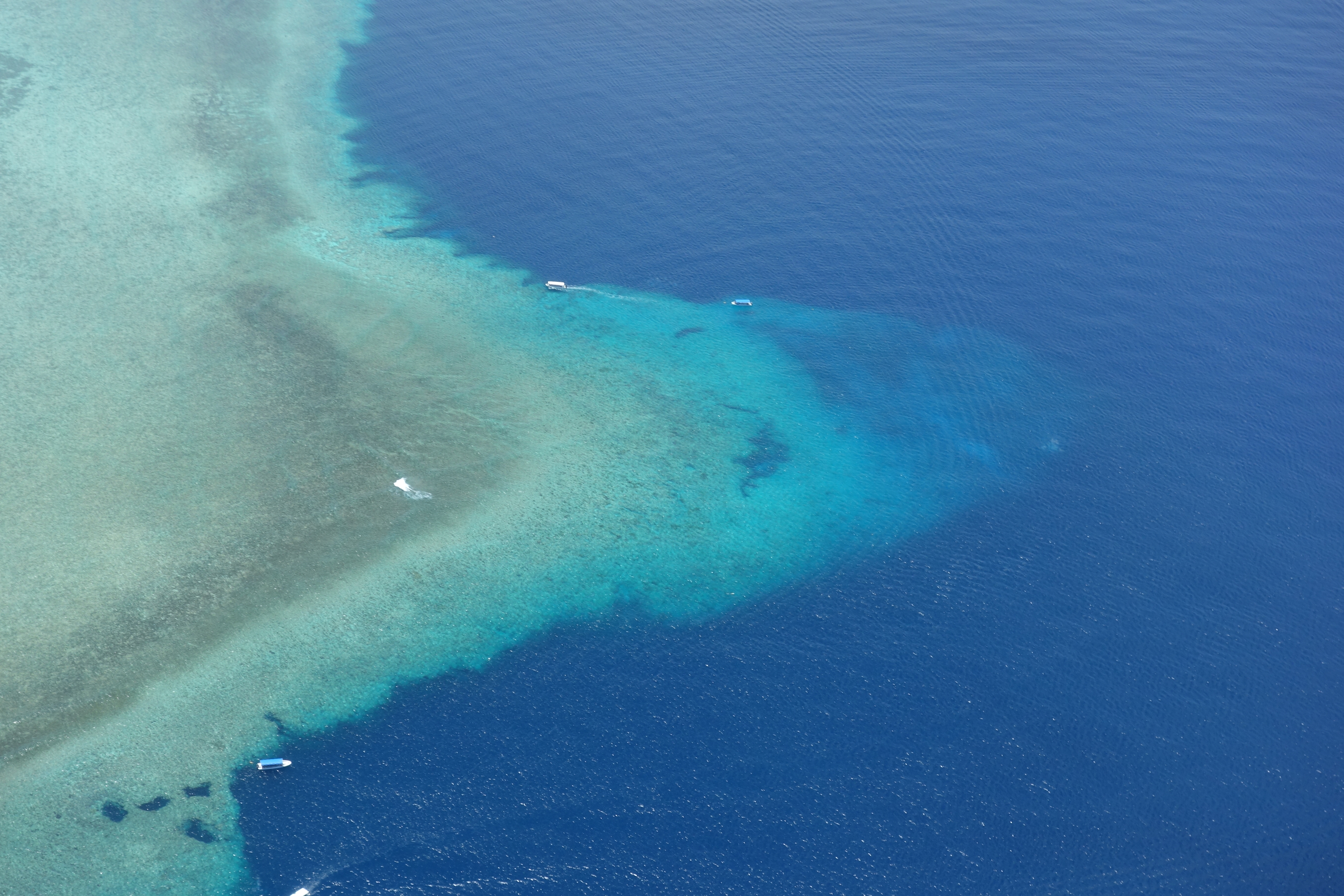
Luftbild der Blue Corner

Blue Corner ist ein Tauchgebiet im Barriereriff von Palau, im Südosten von Koror, in der Nähe von Ngerukewid und German Channel. Das Riff bildet an dieser Stelle einen dreieckigen Vorsprung, welcher sich über Riffabhängen in den Pazifik vorschiebt. Am Nordende der Blue Corner gibt es eine große Unterwasser-Kaverne, welche als Blue Holes bekannt ist. Aufgrund der hohen Biodiversität an Korallen und Riffbewohnern ist die Blue Corner ein beliebter Tauchplatz.